# الخلايا الجذعية للرباط السني أو اللثوي (أنسجة)
الخلايا الجذعية للرباط اللثوي (بالإنجليزية: Periodontal ligament stem cells)‏ هي خلايا جذعية توجد بالقرب من الرباط اللثوي للأسنان. وهم يشاركون في تجديد الكبار في الرباط اللثة، والعظم السنخي والملاط. من المعروف أن الخلايا تعبر عن بروتينات STRO-1 وCD146.